# Kristopher Da Graca
Kristopher Santos Da Graça, född 16 januari 1998 i Göteborg, är en svensk-kapverdisk fotbollsspelare som spelar för FC Schaffhausen, på lån från IK Sirius.

## Klubbkarriär
Han inledde sin karriär som junior i Hisingsbacka FC,  samt en kortare sejour i BK Häcken. Efter provspel med Tottenham, Chelsea, Aston Villa och Malmö FF skrev han som 15-åring på ett ungdomskontrakt med engelska storklubben Arsenal. I klubben spelade redan två andra unga svenska spelare, Kristoffer Olsson och Jamaal Raage.
Efter fyra år i Arsenal, utan att ha debuterat i A-laget, gick Da Graças kontrakt ut. Efter ett provspel skrev han på för två och ett halvt år med allsvenska laget IFK Göteborg. Da Graça fick göra debut för sin nya klubb, tillika seniordebut, när han blev inbytt i slutet av segermatchen mot AIK den 10 augusti 2017. I juni 2019 skrev Da Graca på ett nytt 2,5-årskontrakt med IFK Göteborg.
Den 6 januari 2021 värvades Da Graca av nederländska VVV-Venlo, där han skrev på ett 2,5-årskontrakt.
I januari 2022 blev Da Graca klar för IK Sirius.
I juli 2023 blev Da Graca klar för HJK Helsingfors på lån. Även under säsongen 2024 var Da Graca utlånad från Sirius till den finska högstaligan, nu till KuPS. Da Graca blev mästare i den finländska Veikkausliiga både dessa år.
I februari 2025 lånades han ut till schweiziska Challenge League-klubben FC Schaffhausen på ett sexmånaderskontrakt.

## Landslagskarriär
Da Graca blev uttagen till svenska A-landslagets träningsmatcher i Doha, Qatar i januari 2020 mot Moldavien och Kosovo av förbundskapten Janne Andersson. Dessa möten binder honom inte för all framtid till svenskt landslagsspel och han kan därmed fortfarande även representera Kap Verde på grund av sina övriga ursprung. Da Graca debuterade den 12 januari 2020 i en 1–0-vinst över Kosovo.